# Minarkism
Minarkism är en politisk filosofi och en form av libertarianism och nyliberalism. Begreppet går ut på att staten skall existera men att dess funktioner ska minimeras till att skydda individer från angrepp, stöld, kontraktsbrott och bedrägeri. Att institutionalisera militär, polisväsen och domstol betraktas som statens enda legitima uppgifter. Denna form kallas ofta för nattväktarstat.
Minarkister hävdar att staten inte har någon rätt att använda sitt våldsmonopol för att störa fria transaktioner mellan människor, och ser statens enda ansvar som att övervaka att avtal mellan privatpersoner och att egendom skyddas genom ett system av statligt rättsväsende och polis. Den stora skillnaden gentemot anarkismen är att man hävdar att en stat är oundviklig, ett "nödvändigt ont" som det även brukar kallas. En annan argumentation är att privata försvars- och rättsföretag skulle tendera att visa partiskhet i konflikter. Robert Nozick hävdade i sin bok Anarki, stat och utopi (1974) att nattväktarstaten ger ett ramverk som gör det möjligt att skapa frivilliga underliggande politiska samhällssystem så länge de respekterar grundläggande individuella rättigheter.